# G.w.M
Varga Márk (G.w.M) (Budapest, 1997. január 8. –) cigány származású rapper. Művészneve G.w.M, ami a Gino West Marky rövidítése. L.L. Juniorral rokoni kapcsolatban áll.

## Életrajz
Ferencvárosban született és nőtt fel. Zűrös családi hátterű lévén úgy döntött 14 éves korában önállósodik és a zenében látta meg az egyetlen kitörési lehetőséget. Idővel Széki Attila (Curtis) felfedezettje lett, első közös rapszámaik 2013-ban jelentek meg Így adom és Utca cucc címekkel. Fiatalkori zenéit nagyban segítette Somogy Dániel, művésznevén serafin. Ezt követően számos sikeres dalt adott ki, és együttműködött több neves hazai előadóval, mint például Burai Krisztián, Dér Heni és Opitz Barbi. Diszkográfiája gazdag és változatos. Első nagylemeze, a “Rap Angyal” 2015-ben jelent meg, ezt követte a “Sikerült” 2016-ban, majd a “King Kong” 2019-ben. Dalaiban gyakran reflektál saját életére és tapasztalataira, amelyek hitelessé és átélhetővé teszik zenéjét a hallgatók számára.  
Magánéletében 2023-ban feleségül vette Kulcsár Edinát, akivel két közös gyermekük is született: Varga Amara és Varga Dion. Korábbi kapcsolatából két gyermeke van: Varga Melani és Varga Márk. G.w.M a magyar rap színtér meghatározó alakja, aki zenéjével és személyes történetével is inspirálja rajongóit.

## Diszkográfia
- 2013: Mai Lányok
- 2013: illúzió
- 2013: Gyönyörű szó
- 2013 - G.w.M & Curtis - Így adom
- 2013 - G.w.M & Curtis - Utca cucc
- 2013: Egy éjszaka (2013)
- 2013: Mérleg (2013)
- 2013 - G.w.M & Curtis - Érted (2013)
- 2013 - Curtis & G.w.M - Mindig kell cél (2013)
- 2013: Én kérek elnézést (2013)
- 2014 - G.w.M & Curtis - Piszkos
- 2014: SZTORI (2014)
- 2014 - G.w.M ft Curtis - SZTÍLÓ (2014)
- 2014 - G.w.M FT MR.MISSH & GL - Nincsen baj (2014)
- 2014: Elcsábítottál (2014)
- 2014: VÁROK RÁD
- 2014: RAPANGYAL
- 2014: Köszönöm
- 2014 - Curtis És G.w.M - EGYEM A SZIVETEKET
- 2014 - G.w.M És Scarfo - MAI LÁNYOK II
- 2014 - Curtis És G.w.M - Mondtam hogy ...
- 2014 - G.w.M Feat Scarfo - LEGNAGYOBBAK VELEM
- 2015- G.w.M - RÖHÖGÖK
- 2015- G.w.M ft Burai Krisztián - RÓLAD ÁLMODOM
- 2015: CSAK A 9
- 2015: CSAK MEGYEK
- 2015 - G.w.M x CURTIS - SÖTÉT UTCA
- 2015 - Mr.Missh x G.w.M - VAN NÁLUNK MINDEN
- 2015: Felejts el
- 2015 - G.w.M x Curtis - BANDITA
- 2015 - G.w.M Feat Ginoka, Scarfo - Veled
- 2015: Nem becsültél meg
- 2015: MAGASBAN A MÉRCE LEMEZ
- 2015 - G.w.M x Ginoka - Nélküled
- 2015- G.w.M - VÉGET ÉR
- 2016: TUDOD KI VAGYOK
- 2016- G.w.M x Scarfo - ELMÚLÁS
- 2016: BEINDULOK
- 2016: 9 élet
- 2016 - G.w.M Feat Mario - ELÉG VOLT MÁR
- 2016 - G.w.M feat GL - ROSSZLÁNY
- 2016 - G.w.M x MISSH x Scarfo - FOGADJ EL
- 2016: NEHÉZ SZÍV
- 2016 - Burai x G.w.M x Missh - Engedj…
- 2017- G.w.M x Burai Krisztián - GETTÓPATKÁNY
- 2017: 9 HANGJA/KÖZTEMETŐ
- 2017: ENGEDJ EL
- 2017 - G.w.M x Ginoka feat Scarfo, Yvette - Romboljuk a rendet
- 2017: TESÓIMMAL CSAPATOM
- 2017- G.w.M x Mario x Essemm - VIP
- 2017- G.w.M - ISMERNEK
- 2017: GYÖNYÖRŰ HERCEGNŐ
- 2017 - G.w.M x Burai x Missh - Hagyjál
- 2018: SORSOM
- 2018: Egy éjszaka
- 2018: STRIGO
- 2018: Utolsó virág
- 2018: Egy forintot nem ért ő sem
- 2018: Ha az utolsó lennél se kellenél
- 2018: NEM SZERETTÉL
- 2018: PILLANAT
- 2018: HŰSÉG
- 2018: RONGYBABA
- 2018: ÁJJÁJ
- 2018: Ez a vonat elment már
- 2019: Tiszta Szégyen Volt Ez A Lány Is
- 2019: CSILLAG
- 2019 - G.w.M x Curtis - MINDEN ARANY
- 2019: Se Veled, Se Nélküled ft. Dér Heni
- 2019: RAMPAPA
- 2019 - G.w.M & Ginoka - Nagyon gyenge voltál!
- 2019 - G.w.M & Ginoka x MISSH x Opitz Barbi - Megutáltam
- 2019: Megbocsátás
- 2020 - G.w.M & Ginoka - MEGBOCSÁTOK DE NEM FELEDEK
- 2020 - G.w.M & Ginoka x Burai - NEM BÁNOM
- 2020 - Ginoka x G.w.M - MIÉRT NEM ÉRTETTÉL A SZÓBÓL
- 2020: SENKI NEM ISMER
- 2020: Minden Amerika
- 2020 - G.w.M x Vivienne - Menj el
- 2020: Ne parázz (ft. T.Danny)
- 2020: Ugyanaz vagyok
- 2020: Ma sem bírok aludni (ft. Ginoka, Young G)
- 2020: Mai lányok 3 (ft. Rubay, KKevin, Young G)
- 2020: Még mindig élek (ft. Fiatal Veterán)
- 2020: Gádzsizni fogok
- 2020 - G.w.M & Ginoka x T.Danny x Vivienne - Meggyilkoltál
- 2020: Szerelem a fájdalommal jár
- 2021 - G.w.M x Rubay - Bűnös
- 2021 - G.w.M & Ginoka - Elengedés
- 2021 - G.w.M x KKevin - NAGY KIRÁLY
- 2021 - Ginoka x G.w.M - BMW
- 2021 - G.w.M x Opitz Barbi x T.Danny x Rico - Tévedsz
- 2021 - G.w.M & Ginoka x KKevin x T.Danny - TikTok
- 2021 - G.w.M - Mi titkunk
- 2021 - G.w.M x L.L. Junior - Ez a lány
- 2021 - G.w.M - Hello
- 2022 - G.w.M - Megcsináltad
- 2022 - G.w.M - Te vagy minden gondolatom
- 2022 - G.w.M - Rafinált szerelem
- 2022 - G.w.M - Ezt dobta a gép
- 2022 - Kulcsár Edina x G.w.M - Boldogság
- 2023 - G.w.M x Burai x Missh - Kötelék
- 2023 - G.w.M - Single állapot
- 2023 - G.w.M - 5 perc
- 2023 - G.w.M - Neked ez könnyű
- 2023 - G.w.M - Túl sokat vártalak
- 2023 - G.w.M - Csavargó lélek
- 2024 - G.w.M - Cinkostárs
- 2024 - G.w.M x Dobozi Lacika - Hála istennek
- 2024 - G.w.M - Karma
- 2024 - G.w.M - Gengszter Barbie
- 2024 - G.w.M x Fehér Krisztián - Nálunk ez betegség